# Planarien
Die Planarien (Tricladida) sind eine Ordnung der Plattwürmer.

## Beschreibung
Wie die Namen „Planarie“ (von lateinisch planus = flach) und „Plattwurm“ schon andeuten, sind die meisten Planarien abgeflachte, wurmartige Tiere, die durch unter der Haut und im Körperinneren liegende Muskeln beweglich sind. Es gibt aber in einigen Gruppen auch Arten mit fast zylindrischem Körperumriss. Die im Süßwasser lebenden Formen erreichen typischerweise eine Körperlänge von 10 bis 30 Millimeter (Ausnahme: es gibt Riesenformen im Baikalsee). Die im Meer lebenden (marinen) Arten sind in der Regel kleiner, wenige Millimeter lang. Die Landplanarien sind typischerweise etwas größer, mit Durchschnittslängen um 80 Millimeter, wobei es erheblich größere und erheblich kleinere Arten gibt. Größte Art ist die japanische Bipalium nobile, die einen Meter Länge erreicht. Die meisten Planarien sind durch in das Körpergewebe (Mesenchym) eingelagerte Pigmentkörnchen oberseits grau, braun oder schwarz gefärbt. Viele Arten sind unpigmentiert weißlich. Insbesondere tropische Landplanarien können aber leuchtend farbig, gelb, grün, blau oder rot gefärbt sein, wobei auch Zeichnungsmuster wie Längsstreifen oder Punkte und Flecken auftreten.
Die meisten Planarienarten sind in der Körpergestalt untereinander sehr ähnlich. Unterschiede bestehen vor allem in der Form des Kopfs, die daher bei der Bestimmung eine große Rolle spielt. Der Kopfvorderrand kann verschieden geformt sein, er ist abgerundet oder dreieckig, bei den Bipaliinae halbmondförmig, oft mit seitlichen, manchmal tentakelartigen Fortsätzen (Aurikeln). Arten der Familien Dendrocoelidae und Kenkiidae tragen auf der Unterseite ein saugnapfartiges Adhäsionsorgan. Viele Planarien tragen auf der Kopfoberseite ein recht auffallendes Paar von Augenflecken, wobei jedes Auge ein die Körperoberfläche etwas eingesenkter einfacher Pigmentbecherocellus ist. Insbesondere bei den Süßwasserplanarien sitzen die dunklen Augen oft in einem depigmentierten, hell gefärbten Augenfleck. Einige Gattungen besitzen stattdessen einen Saum von Augen entlang des Körperrands oder fleckenförmige Ansammlungen von Augen (dann ohne hell gefärbten Hof). Auch die Landplanarien der Bipaliinae und Geoplaninae besitzen solche Augenreihen aus zahlreichen kleinen Einzelaugen.

### Nervensystem
Das Nervensystem der Planarien besteht aus einem Nervennetz (Plexus). Meist ist ein, in der Regel zweilappiges, Cerebralganglion oder „Gehirn“ im Vorderkörper ausgebildet, von dem eine Reihe von Längssträngen abgehen (oft drei Paare davon), die den Körper nahe der Ventralseite (Bauchseite) nach hinten durchziehen. Diese sind durch Querverbindungen (Komissuren) untereinander verbunden, so dass sich ein Strickleiternervensystem ergibt. Zusätzlich ist direkt unterhalb der Epidermis ein feiner Nervenplexus ausgebildet.

### Verdauungssystem
Planarien besitzen einen Mund, der normalerweise in der Mitte der Bauchseite sitzt. Der Darm ist blind geschlossen mit nur einer Öffnung, d. h. es gibt keinen Anus. Die Mundöffnung ist meist rüsselartig in ein Pharynx genanntes Organ verlängert. Der muskulöse Pharynx kann zur Nahrungsaufnahme ausgestülpt werden, in Ruhelage ist er eingestülpt und in einer Pharynxtasche im Körper verborgen. Der Pharynx wird in die Körperwand eines Beuteorganismus vorgepresst. Andere Arten stülpen den, dann glockenförmigen, Pharynx über das gesamte Beutetier, das so ganz verschlungen wird. Einige Süßwasserarten wie Phagocata gracilis und Sphalloplana mohri besitzen zahlreiche, bis zu 50 Pharyngen, die aber alle mit nur einer Mundöffnung verbunden sind. Der Darm im Körperinneren (er scheint oft durch die halb transparente Körperoberfläche durch) ist in drei Äste geteilt, von denen einer nach vorn und zwei nach hinten weisen. Von diesem auffallenden Merkmal hat die Gruppe ihren wissenschaftlichen Namen Tricladida erhalten. Jeder der Darmäste verzweigt sich bei vielen Arten in zahlreiche feinere Verzweigungen.

### Fortpflanzungssystem
Planarien sind simultane Hermaphroditen oder Zwitter. Die Fortpflanzung ist also geschlechtlich, jedes Individuum ist zugleich männlich und weiblich (als große Ausnahme kommen wenige zweigeschlechtliche Arten vor). Die männlichen Keimdrüsen (Testes) bestehen aus einer unterschiedlichen Anzahl (zwei bis einige Hundert) blattartiger Follikel, deren Anordnung für die Unterscheidung der Familien sehr wichtig ist. Oft sind sie in mehreren Reihen längs der Körperachse angeordnet. Die weiblichen Gonaden (Ovarien) bilden bei den meisten Planarien ein einziges Paar, das knapp hinter dem Gehirn im Vorderkörper sitzt. Von den Ovarien ziehen sich Ovidukte zur Geschlechtsöffnung, in denen durch zahlreiche Öffnungen von Dotterzellen gebildeter Dotter zugeführt wird.
Die meisten Planarien besitzen eine einzelne Geschlechtsöffnung (Genitalporus), die sich auf der Bauchseite in einen Vorhof (Atrium) öffnet. Arten mit zwei Genitalporen sind aber nicht selten. Im Artium sitzen die männlichen und weiblichen Kopulationsorgane für die Begattung, oft in getrennten Teilabschnitten (weibliches und männliches Atrium), die aber oft kaum differenzierbar ineinander übergehen. Das männliche Begattungsorgan (Penis) besteht aus einem meist konisch geformten, muskulösen Bulbus mit einer Samentasche (Vesikel) und verschiedenen Drüsen. Die Form des Penis ist von sehr großer Bedeutung für die Unterscheidung der Arten. Weibliches Begattungsorgan ist eine sachartigen oder runden Tasche (Bursa) mit den zugehörigen Ausführgängen. Diese kann je nach systematischer Gruppe vor oder hinter dem Penis sitzen. Einigen Gruppen fehlt eine Bursa, dann ist der Ovidukt am Ende zu einer Vagina genannten Struktur erweitert. Manchmal kommen zusätzliche Bursae vor, die als Auffang- und Vorratsbehälter für die Spermien dienen. In vielen Gruppen sind zusätzlich drüsige akzessorische Organe ausgebildet.
Bei der Begattung schieben die Partner wechselweise den Penis in die Bursa des jeweils anderen vor. Die Spermien werden frei oder als Pakete (Spermatophoren) abgegeben. Die befruchteten Eier werden zusammen mit zahlreichen Dotterzellen in einem Kokon eingeschlossen abgelegt, der im Atrium geformt wird. Kokons werden über den Genitalporus oder, vor allem bei Landplanarien, einfach durch die Körperwand abgegeben. Normalerweise werden die Kokons an Substrat im Lebensraum festgekittet. Bei manchen Gruppen ist der Kokon gestielt.
Neben der geschlechtlichen Fortpflanzung vermehren sich viele Planarienarten auch asexuell, in der Regel durch einfache Teilung des Körpers in mehrere Abschnitte. Die jeweils fehlenden Teile werden anschließend neu gebildet. Daneben kommt auch weibliche (thelytoke) Parthenogenese vor. Dabei ist weiterhin eine Begattung notwendig, das Ei wird aber nicht befruchtet (Pseudogamie).

## Phylogenie, Taxonomie, Systematik
Traditionell wurden die Tricladida in einem Taxon Seriata in einer Strudelwürmer oder Turbellaria genannten Klasse der Plattwürmer vereinigt, die alle frei lebenden (nicht parasitischen) Plattwürmer umfasste. Vor allem genetische Untersuchungsmethoden haben erwiesen, dass beide Gruppen keine monophyletischen Taxa sind, weswegen sie in der modernen Systematik als Taxa aufgegeben worden sind. Nach den neueren Erkenntnissen bilden die Tricladida innerhalb des Unterstamms Rhabditophora eine Verwandtschaftsgruppe („Adiaphanida“); ihre Schwestergruppe, oder jedenfalls sehr nahe verwandt, sind die Prolecitophora. Die gesamte Gruppe ist näher mit den parasitischen Bandwürmern und Saugwürmern verwandt als mit den meisten anderen „Turbellaria“.
Innerhalb der Tricladida erfolgt die traditionelle Einteilung nach Pau Hallez 1894, der nach morphologischen Merkmalen und der Lebensweise die Unterordnungen Maricola (im Meer lebend), Paludicola (im Süßwasser lebend) und Terricola (die an Land lebenden Landplanarien) unterschied. Ronald Sluys fügte 1990 eine vierte Unterordnung Cavernicola mit der einzigen Familie Dimarcusidae (für höhlenlebende Vertreter) hinzu, deren Position vorher unklar war. Später erwies sich auch hier, dass diese Gruppen nicht durchgängig monophyletisch sind. Die Monophylie der ehemaligen Terricola wurde bestätigt, sie bilden heute die Familie der Geoplanidae. Ihre Schwestergruppe ist die im Süßwasser lebende Familie der Dugesiidae, was die Paludicola paraphyletisch macht. Terricola und Paludicola wurden daher in einem neuen Taxon Continenticola vereinigt. Nach noch vorläufigen Studien deutet sich ein Schwestergruppenverhältnis zwischen Maricola und Cavernicola an.
Eine aktuelle phylogenetisches System der Planarien, basierend auf einer Arbeit von Ronald Sluys und Kollegen könnte so aussehen:
Ordnung Tricladida Lang, 1884
- Unterordnung Maricola Hallez, 1892
  - Überfamilie Cercyroidea Böhmig, 1906
    - Familie Centrovarioplanidae Westblad, 1952
    - Familie Cercyridae Böhmig, 1906
    - Familie Meixnerididae Westblad, 1952

  - Überfamilie Bdellouroidea Diesing, 1862
    - Familie Uteriporidae Böhmig, 1906
      - Unterfamilie Uteriporinae Böhmig, 1906
      - Unterfamilie Ectoplaninae Bresslau, 1933

    - Familie Bdellouridae Diesing, 1862
      - Unterfamilie Bdellourinae Diesing, 1862
      - Unterfamilie Palombiellinae Sluys, 1989

  - Überfamilie Procerodoidea Diesing, 1862
    - Familie Procerodidae Diesing, 1862
- Unterordnung Cavernicola Sluys, 1990
  -     - Familie Dimarcusidae Mitchell & Kawakatsu, 1972
- Unterordnung Continenticola Carranza et al., 1998
  - Überfamilie Planarioidea Stimpson, 1857
    - Familie Planariidae Stimpson, 1857
    - Familie Dendrocoelidae Hallez, 1892
    - Familie Kenkiidae Hyman, 1937

  - Überfamilie Geoplanoidea Stimpson, 1857
    - Familie Dugesiidae Ball, 1974
    - Familie Geoplanidae Stimpson, 1857
      - Unterfamilie Bipaliinae Von Graff, 1896
      - Unterfamilie Microplaninae Pantin, 1953
      - Unterfamilie Rhynchodeminae Von Graff, 1896
      - Unterfamilie Geoplaninae Stimpson, 1857